# Dalabyggð
Dalabyggð – gmina w zachodniej Islandii, w regionie Vesturland. Obejmuje rozległe tereny wokół fjordu Hvammsfjörður, m.in. półwysep Klofningsnes z dwoma wybrzeżami: północnym Skarðsströnd i południowym Fellsströnd oraz północno-wschodnie wybrzeże półwyspu Snæfellsnes zwane Skógarströnd. Wysunięta najbardziej na północ część gminy położona jest nad fiordem Gilsfjörður, gdzie przebiega granica z regionem Vestfirðir (gmina Reykhólahreppur). Do gminy należą także wyspy Suðureyjar, z których największa to Brokey. Rozległą gminę zamieszkiwało na początku 2018 roku 667 osób. Osadnictwo jest rozproszone w większości wzdłuż wybrzeży oraz w niektórych większych dolinach, m.in. Laxárdalur i Haukadalur. Największą miejscowością w gminie jest Búðardalur – 272 mieszk. (2018).

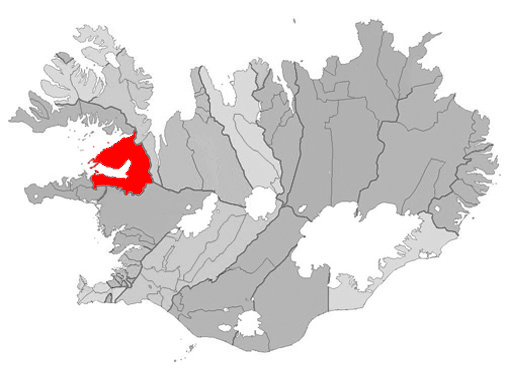
Położenie gminy Dalabyggð na mapie administracyjnej kraju

Przez gminę prowadzi droga nr 60, która łączy główną drogę krajową nr 1 z Fiordami Zachodnimi.
W gminie, w dolinie Haukadalur, znajduje się skansen Eiríksstaðir, poświęcony budownictwu z czasów wikingów z X i XI wieku, w okresie którym mieszkał tutaj Eryk Rudy i jego syn Leif Eriksson.
Gmina powstałą w 1994 roku z połączenia 6 gmin: Suðurdalahreppur, Haukadalshreppur, Laxárdalshreppur, Hvammshreppur, Fellsstrandarhreppur i Skarðshreppur. W 1998 roku przyłączono do niej gminę Skógarstrandarhreppur. W 2006 roku dołączono kolejną gminę Saurbæjarhreppur.